# ¡Viva la muerte! Mito e realtà della guerra civile spagnola, 1936-39
¡Viva la muerte! è un saggio storico scritto dallo storico Arrigo Petacco, pubblicato per la prima volta nel 2006.

## Contenuti
Il saggio espone le cause interne, politiche, sociali, religiose e militari, che causarono la guerra civile spagnola (1936 -1939). Delle ragioni che furono causa dell'intervento Italiano e tedesco.  Sono pure riportate le diverse situazioni di collaborazione e interventi delle “Brigate internazionali”. Le divisioni militari ma, ancor più, ideologiche e politiche che furono causa prima della disfatta della Repubblica e dell'avvento della dittatura militare filofascista.